# Famille Thököly
La famille Thököly de Késmárk (en hongrois : késmárki Thököly család ; parfois Tököly) était une famille aristocratique hongroise.

## Origines
La famille Thököly joua un rôle important dans l'histoire de la Hongrie au XVIIe siècle. Elle devint protestante lors de la Réforme.

## Membres notables
- Sebestyén Thököly (†1607), seigneur de Késmárk (1579) dont il ajoute le nom à son patronyme, il est créé baron Thököly de Késmárk en 1598.
  - baron István Thököly (1581-1651), assesseur de la cour de justice royale  (Királyi Tábla ülnök). Fils du précédent.
    - baron István Thököly (hu) (1623-1670), főispán de Árva, il est titré comte en 1654. Fils du précédent, il prend une part importante dans la conspiration hongroise anti-Habsbourg de 1670 menée par Péter Zrínyi et meurt en défendant son château contre les troupes impériales.
      - comte Imre Thököly (1657-1705) fut prince de Haute-Hongrie (1682-1685) et prince de Transylvanie (1690). Fils du précédent, second époux de Ilona Zrínyi.
      - comtesse Éva Thököly (hu) (1659-1716), sœur du précédent, elle est l'épouse du prince Paul Ier Esterházy, Palatin de Hongrie.
      - comtesse Katalin Thököly (hu) (1655-1701), sœur des précédents, épouse du comte Ferenc Esterházy, frère du précédent prince Esterházy.
      - comtesse Mária Thököly (hu) (1656-1695), sœur des précédents, elle fut l'épouse de László Pethő de Gerse, du comte István Nádasdy puis du comte Johann von Tarnowski.

## Liens, sources
- Ivan Nagy: Magyarország családai, XI-XII, Pest, 1857-1868
- Arbre généalogique sur genealogy.euweb